# 天地有情
《天地有情》（英語：World affectionate）為2003年三立台灣台八點檔連續劇，由昇華娛樂傳播製作。2003年2月20日開鏡，7月21日舉行首映會，7月22日首播，2004年2月24日播出大結局。接檔《台灣霹靂火》於每週一至週五晚間八點播出。
該劇曾引進中國大陸，在2007年2月16日開始先後在中国中央电视台电视剧频道、综合频道及综艺频道以國語配音重播，共165集。為配合國家廣播電視總局的審查，刪減部分劇情，並修改部分台詞（尤其涉及兩岸三地相關的台詞），但卻令劇情有些不連貫。

## 播出時間
| 頻道                     | 所在地   | 播出日期                     | 播出時間                  | 備註 |
| ------------------------ | -------- | ---------------------------- | ------------------------- | ---- |
| 三立台灣台               | 臺灣     | 2003年7月22日－2004年2月24日 | 每週一至週五20:00 - 21:32 |      |
| 三立台灣台               | 臺灣     | 2004年5月11日 - 2005年4月1日 | 每週一至週五17:00 - 18:00 |      |
| 中國中央電視台電視劇頻道 | 中國大陸 | 2007年2月16日起              | 每天16:47播出             |      |

## 演员名單
- 黃少祺飾江天霖/黃天霖
- 陳仙梅飾陳淑婷/徐小雨
- 柯叔元飾施正杰
- 許定南飾幼年施正杰
- 方馨飾林欣嵐
- 江國賓飾林文唐
- 連靜雯飾黃天美
- 王燦飾江清文
- 李燕飾劉喬安
- 陳冠霖飾楊志峰
- 謝金燕飾江清霞
- 劉德凱飾許銘德
- 蕭大陸飾江勝煌
- 苗可麗飾吳瑞英
- 楊懷民飾黃坤南
- 李蕙瑛飾周秀芳
- 胡鴻達飾施國欽
- 高允漢飾施正邦
- 練昱廷飾劉德華
- 方岑飾張淑卿
- 龐祥麟飾林義海
- 范瑞君饰劉雅玲
- 陳文山飾劉俊賢
- 楊少文飾史提文
- 林佩君饰周麗娜
- 王小芬饰王淑芬
- 林文鈞飾陳龍三
- 丁國琳飾蘇艷雪
- 林佑星飾侯連章
- 花珮嵐饰洪美香
- 王中皇飾郭朝陽
- 陳立芹饰許雪貞
- 呂丞翔飾張志彬
- 陳誼飾鄭秋華
- 童毅軍飾陳春發
- 真妮飾朱凱蒂
- 鄭凱中飾阿宏
- 李又麟飾方隊長

## 主題曲
片頭曲
| 順序 | 歌曲名稱   | 作詞         | 作曲           | 主唱           | 播出期間                     | 播出集數        |
| 1    | 戀人啊     | 郭桂彬       | 五輪真弓       | 郭桂彬         | 2003年7月22日-2003年9月12日  | 第1集~第39集    |
| 2    | 心痛的戀情 | 蔡小虎       | 吳欽文         | 蔡小虎         | 2003年9月15日-2003年10月31日 | 第40集~第74集   |
| 3    | 酒國戀歌   | 高以德       | 高以德         | 陳雷           | 2003年11月3日-2003年12月19日 | 第75集~第109集  |
| 4    | 問花       | 王登雄       | 王登雄         | 龍千玉         | 2003年12月22日-2004年1月16日 | 第110集~第129集 |
| 5    | 紅酒       | 陳維祥、武雄 | 陳維祥、張為傑 | 詹雅雯、沈文程 | 2004年1月19日-2004年2月24日  | 第130集~第156集 |

插曲
| 順序 | 歌曲名稱 | 作詞 | 作曲 | 主唱 |
| 1    | 情深兄弟 | 安迪 | 風哥 | 安迪 |

片尾曲
| 順序 | 歌曲名稱       | 作詞   | 作曲      | 主唱           | 播出期間                     | 播出集數        |
| 1    | 心痛的戀情     | 蔡小虎 | 吳欽文    | 蔡小虎         | 2003年7月22日-2003年9月12日  | 第1集~第39集    |
| 2    | 可憐戀花再會吧 | 葉俊麟 | 上原Gento | 秀蘭瑪雅       | 2003年9月15日-2003年12月19日 | 第40集~第109集  |
| 3    | 問愛情         | 澎恰恰 | 澎恰恰    | 澎恰恰、龍千玉 | 2003年12月22日-2004年1月16日 | 第110集~第129集 |
| 4    | 問花           | 王登雄 | 王登雄    | 龍千玉         | 2004年1月19日-2004年2月24日  | 第130集~第156集 |

## 製作團隊
- 製作人：俞惟中、劉世範
- 編劇：	林龄齡、劉敬姮、容朵荷、廖韻芳
- 監製：陈一俊
- 統籌：趙文龍
- 執行製作：艾德、林明德
- 副導演：項立言
- 導演：林鷹

## 外部連結
- 《天地有情》官方網站

## 电视节目的變遷
| 三立台灣台 星期一~五20:00 - 21:30                 | 三立台灣台 星期一~五20:00 - 21:30                | 三立台灣台 星期一~五20:00 - 21:30                 |
| ------------------------------------------------- | ------------------------------------------------ | ------------------------------------------------- |
|                                                   | 天地有情 （2003年7月22日－2004年2月24日）        |                                                   |
| 台灣霹靂火 （2002年6月19日－2003年7月22日）       | 台灣龍捲風 （2004年2月24日－2005年6月22日）      |                                                   |
| 週一～五17:00－18:00                              |                                                  |                                                   |
| 台灣阿誠 （重播） （2003年8月5日－2004年5月10日） | 天地有情（重播） （2004年5月11日－2005年4月1日） | 鐵獅玉玲瓏（重播） （2005年4月4日－2005年6月6日） |

| Echannel 日常17:00                          | Echannel 日常17:00                       | Echannel 日常17:00 |
| ------------------------------------------- | ---------------------------------------- | ------------------ |
|                                             | 天地有情 （2016年2月24日－2016年9月2日） |                    |
| 有愛一家人 （2015年12月7日－2016年2月23日） | 活下去 （2016年9月3日－2016年9月23日）   |                    |